# Beraba longicollis
Beraba longicollis är en skalbaggsart som först beskrevs av Bates 1870.  Beraba longicollis ingår i släktet Beraba och familjen långhorningar.
Artens utbredningsområde är Venezuela. Inga underarter finns listade.